# 芒斯特黑水

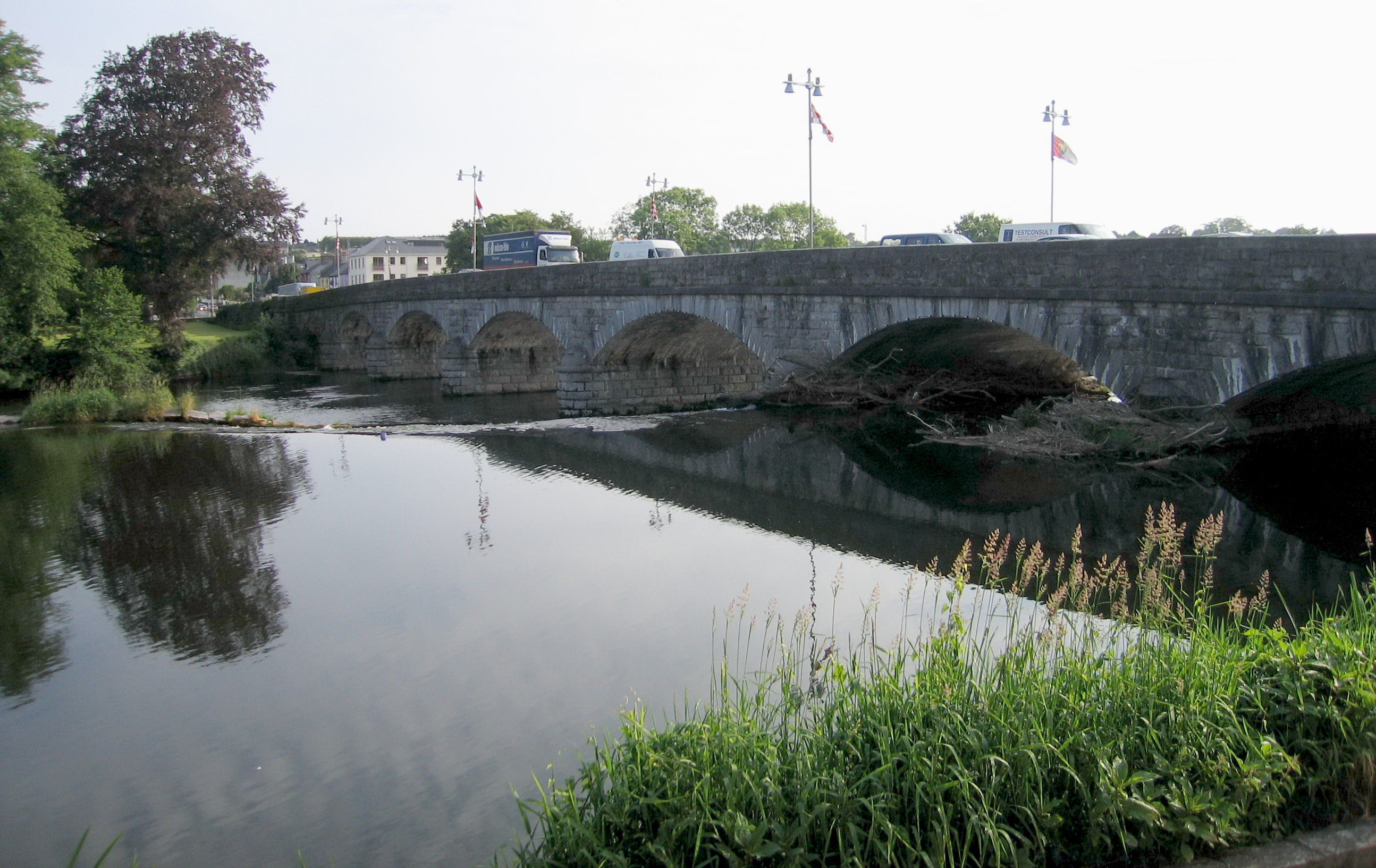
芒斯特黑水

芒斯特黑水（Munster Blackwater）是愛爾蘭的一條河流，位於愛爾蘭島南部的芒斯特省。流經凱里郡、科克郡與沃特福德郡三郡。全長169公里。
芒斯特黑水起源自穆拉加萊爾克山脈，接著往東方流，經過馬羅、費莫伊等城鎮，在利斯莫爾（Lismore）轉往南向，最終在约尔注入凱爾特海。